# Schneeflocken-Fox
Schneeflocken-Fox  heißt ein Klavierstück im Novelty-Stil, das der ungarische Komponist und Pianist Alexander László für den Gebirgsfilm Der bebende Berg schrieb. Hanns Beck-Gaden hatte die Regie bei diesem Tonfilm, der eine Produktion der Leo-Film AG München war und am 2. Oktober 1931 dort uraufgeführt wurde.
Mit Alexander László als Solisten am Flügel spielte das Orchester Ilja Livschakoff den „Schneeflocken-Fox“ auf Grammophonplatte ein. Auf der B-Seite war ein weiterer Schlager aus dem Film, ebenfalls aus der Feder von László und mit einem Text von dessen Ehefrau aufgenommen, den der Tenor Paul Dorn vortrug.
Ein Exemplar der Aufnahme befindet sich im Archiv des Bayerischen Rundfunks (München).

## Tondokument
- Schneeflocken-Fox (Alexander László) Grammophon 24 211 A (Matr. 4174 bd)[5]
- Heut abend hab ich das Glück gesehn. English Waltz (Alexander László) Grammophon 24 211 B (Matr. 4172 bd)
- Ilja Livschakoff Tanz-Orchester mit Gesang: Paul Dorn; am Flügel Prof. A. László. Mech. cop. 1931
- Aufnahme im Katalog der Deutschen Nationalbibliothek: DNB 382461924